# قائمة رؤساء وزراء هيماجل برديش
رئيس وزراء ولاية هيماجل برديش الهندية هو رئيس حكومة ولاية هيماجل برديش. يذكر دستور الهند أن الحاكم هو رئيس الولاية لكن تقع السلطة التنفيذية بحكم الأمر الواقع على عاتق رئيس الوزراء. عادة ما يدعو الحاكم الحزب (أو الائتلاف) الحاصل على أغلبية المقاعد في الجمعية التشريعية لولاية هيماجل برديش لتشكيل الحكومة. يعين الحاكم رئيس الوزراء، ويكون مجلس وزرائه مسؤولاً بشكل أمام الجمعية التشريعية. مدة ولاية رئيس الوزراء خمس سنوات قابلة للتجديد بدون قيود لعدد الفترات.
تولى سبعة أشخاص منصب رئيس وزراء هيماجل برديش منذ عام 1952، أربعة منهم من حزب المؤتمر الوطني الهندي منهم ياشوانت سينغ بارمار أول من شغل المنصب. بعد انتهاء فترة ولاية بارمار الأولى في عام 1956 تحولت هيماجل برديش إلى إقليم اتحادي وألغي منصب رئيس الوزراء. عاد بارمار ليصبح رئيسًا للوزراء مرة أخرى في عام 1963 وخلال فترة حكمه في عام 1971 أصبحت هيماجل برديش ولاية تبادل فيربهادرا سينغ من المؤتمر وبريم كومار دومال من حزب بهاراتيا جاناتا منصب رئيس الوزراء كل خمس سنوات ومن عام 1993 إلى 2017. ينتمي جميع رؤساء الوزراء باستثناء شانتا كومار إلى طبقة الراجبوت.

## القائمة
قائمة الرؤساء حسب المنصب
تأسست مقاطعة هيماجل برديش بإدارة رئيس المفوضين في 15 أبريل 1948، عبر اتحاد 30 دولة أميرية. وفي عام 1951، تحولت إلى ولاية من الفئة C تحت قانون حكومات الولايات لعام 1951، وأُدارت بواسطة حاكم ملازم وجمعية تشريعية من 36 عضوًا. وقد جرت أول انتخابات للجمعية في عام 1952، فاز المؤتمر الوطني الهندي فيها بـ24 مقعدًا وشكل حكومة برئاسة ياشوانت سينغ بارمار.
انضمت بيلاسبور وهي دولة من أخرى الفئة C في عام 1954 إلى هيماجل برديش. تغير وضعها إلى إقليم اتحادي وأُشرف عليها حاكم ملازم مع مجلس إقليمي يمتلك صلاحيات محدودة في عام 1956.
| قائمة رؤساء وزراء ولاية هيماجل برديش (1951–56) (ولاية من فئة 'C') | قائمة رؤساء وزراء ولاية هيماجل برديش (1951–56) (ولاية من فئة 'C') | قائمة رؤساء وزراء ولاية هيماجل برديش (1951–56) (ولاية من فئة 'C') | قائمة رؤساء وزراء ولاية هيماجل برديش (1951–56) (ولاية من فئة 'C') | قائمة رؤساء وزراء ولاية هيماجل برديش (1951–56) (ولاية من فئة 'C') | قائمة رؤساء وزراء ولاية هيماجل برديش (1951–56) (ولاية من فئة 'C') | قائمة رؤساء وزراء ولاية هيماجل برديش (1951–56) (ولاية من فئة 'C') | قائمة رؤساء وزراء ولاية هيماجل برديش (1951–56) (ولاية من فئة 'C') | قائمة رؤساء وزراء ولاية هيماجل برديش (1951–56) (ولاية من فئة 'C') | قائمة رؤساء وزراء ولاية هيماجل برديش (1951–56) (ولاية من فئة 'C') |
| No                                                                | الصورة                                                            | الاسم                                                             | الدائرة الانتاخبية                                                | الفترة                                                            | الفترة                                                            | الفترة                                                            | الجمعية (الانتخابات)                                              | الحزب                                                             | الحزب                                                             |
| No                                                                | الصورة                                                            | الاسم                                                             | الدائرة الانتاخبية                                                | من                                                                | إلى                                                               | المدة                                                             | الجمعية (الانتخابات)                                              | الحزب                                                             | الحزب                                                             |
| ----------------------------------------------------------------- | ----------------------------------------------------------------- | ----------------------------------------------------------------- | ----------------------------------------------------------------- | ----------------------------------------------------------------- | ----------------------------------------------------------------- | ----------------------------------------------------------------- | ----------------------------------------------------------------- | ----------------------------------------------------------------- | ----------------------------------------------------------------- |
| 1                                                                 |                                                                   | Yashwant Singh Parmar                                             | باشاد                                                             | 8 مارس 1952                                                       | 31 أكتوبر 1956                                                    | 4 سنوات و237 أيام                                                 | المجلس التشريعي (1952)                                            | المؤتمر الوطني الهندي                                             |                                                                   |
| ألغي المنصب بعد أن أصبحت هيماجل إقليم اتحادي (1956–63)            |                                                                   |                                                                   |                                                                   |                                                                   |                                                                   |                                                                   |                                                                   |                                                                   |                                                                   |

منحت هيماجل برديش صفة إقليم اتحادي مع جمعية تشريعية في عام 1963. تحول المجلس الإقليمي إلى جمعية تشريعية للإقليم الاتحادي، وعقدت أول جلسة لها في 1 أكتوبر 1971. صادق البرلمان على قانون ولاية هيماجل برديش في 18 ديسمبر 1970، وبذلك ظهرت الولاية الجديدة في 25 يناير 1971 لتصبح هيماجل برديش الولاية الثامنة عشرة في الاتحاد الهندي.
| رؤساء وزراء إقليم هيماجل برديش الاتحادي (1963–71) | رؤساء وزراء إقليم هيماجل برديش الاتحادي (1963–71) | رؤساء وزراء إقليم هيماجل برديش الاتحادي (1963–71) | رؤساء وزراء إقليم هيماجل برديش الاتحادي (1963–71) | رؤساء وزراء إقليم هيماجل برديش الاتحادي (1963–71) | رؤساء وزراء إقليم هيماجل برديش الاتحادي (1963–71) | رؤساء وزراء إقليم هيماجل برديش الاتحادي (1963–71) | رؤساء وزراء إقليم هيماجل برديش الاتحادي (1963–71) | رؤساء وزراء إقليم هيماجل برديش الاتحادي (1963–71) | رؤساء وزراء إقليم هيماجل برديش الاتحادي (1963–71) |
| No                                                | الصورة                                            | الاسم                                             | الدائرة الانتاخبية                                | الفترة                                            | الفترة                                            | الفترة                                            | الجمعية (الانتخابات)                              | الحزب                                             | الحزب                                             |
| No                                                | الصورة                                            | الاسم                                             | الدائرة الانتاخبية                                | من                                                | إلى                                               | المدة                                             | الجمعية (الانتخابات)                              | الحزب                                             | الحزب                                             |
| ------------------------------------------------- | ------------------------------------------------- | ------------------------------------------------- | ------------------------------------------------- | ------------------------------------------------- | ------------------------------------------------- | ------------------------------------------------- | ------------------------------------------------- | ------------------------------------------------- | ------------------------------------------------- |
| (1)                                               |                                                   | Yashwant Singh Parmar                             | Shri Renukaji                                     | 1 يوليو 1963                                      | 4 مارس 1967                                       | 7 سنوات و208 أيام                                 | 1 (المجلس الإقليمي)                               | المؤتمر الوطني الهندي                             |                                                   |
| (1)                                               | 4 مارس 1967                                       | Yashwant Singh Parmar                             | Shri Renukaji                                     | 25 يناير 1971                                     | 2 (1967)                                          | 7 سنوات و208 أيام                                 |                                                   | المؤتمر الوطني الهندي                             |                                                   |
| رؤساء وزراء ولاية هيماجل برديش (1971–الآن)        |                                                   |                                                   |                                                   |                                                   |                                                   |                                                   |                                                   |                                                   |                                                   |
| (1)                                               |                                                   | Yashwant Singh Parmar                             | Shri Renukaji                                     | 25 يناير 1971                                     | 10 مارس 1972                                      | 6 سنوات و3 أيام                                   | 2 (1967)                                          | المؤتمر الوطني الهندي                             |                                                   |
| (1)                                               | 10 مارس 1972                                      | Yashwant Singh Parmar                             | Shri Renukaji                                     | 28 يناير 1977                                     | 3 (1972)                                          | 6 سنوات و3 أيام                                   |                                                   | المؤتمر الوطني الهندي                             |                                                   |
| 2                                                 |                                                   | Thakur Ram Lal                                    | Jubbal-Kotkhai                                    | 28 يناير 1977                                     | 3 (1972)                                          | 30 أبريل 1977                                     | 92 أيام                                           | المؤتمر الوطني الهندي                             |                                                   |
| –                                                 |                                                   | شاغر (الحكم الرئاسي ‏)                             | -                                                 | 30 أبريل 1977                                     | 22 يونيو 1977                                     | 53 أيام                                           | حلت الجمعية                                       | -                                                 |                                                   |
| 3                                                 |                                                   | Shanta Kumar                                      | Sullah                                            | 22 يونيو 1977                                     | 14 فبراير 1980                                    | 2 سنوات و237 أيام                                 | 4 (1977)                                          | Janata Party                                      |                                                   |
| (2)                                               |                                                   | Thakur Ram Lal                                    | Jubbal-Kotkhai                                    | 14 فبراير 1980                                    | 15 يونيو 1982                                     | 3 سنوات و53 أيام                                  | 4 (1977)                                          | المؤتمر الوطني الهندي                             |                                                   |
| (2)                                               | 15 يونيو 1982                                     | Thakur Ram Lal                                    | Jubbal-Kotkhai                                    | 8 أبريل 1983                                      | 5 (1982)                                          | 3 سنوات و53 أيام                                  |                                                   | المؤتمر الوطني الهندي                             |                                                   |
| 4                                                 |                                                   | Virbhadra Singh                                   | Jubbal-Kotkhai                                    | 8 أبريل 1983                                      | 5 (1982)                                          | 8 مارس 1985                                       | 6 سنوات و331 أيام                                 | المؤتمر الوطني الهندي                             |                                                   |
| 4                                                 | 8 مارس 1985                                       | Virbhadra Singh                                   | Jubbal-Kotkhai                                    | 5 مارس 1990                                       | 6 (1985)                                          |                                                   | 6 سنوات و331 أيام                                 | المؤتمر الوطني الهندي                             |                                                   |
| (3)                                               |                                                   | Shanta Kumar                                      | Palampur                                          | 5 مارس 1990                                       | 15 ديسمبر 1992                                    | 2 سنوات و285 أيام                                 | 7 (1990)                                          | حزب بهاراتيا جاناتا                               |                                                   |
| –                                                 |                                                   | شاغر (الحكم الرئاسي ‏)                             | -                                                 | 15 ديسمبر 1992                                    | 3 ديسمبر 1993                                     | 353 أيام                                          | حلت الجمعية                                       | -                                                 |                                                   |
| (4)                                               |                                                   | Virbhadra Singh                                   | Rohru                                             | 3 ديسمبر 1993                                     | 24 مارس 1998                                      | 4 سنوات و111 أيام                                 | 8 (1993)                                          | المؤتمر الوطني الهندي                             |                                                   |
| 5                                                 |                                                   | Prem Kumar Dhumal                                 | Bamsan                                            | 24 مارس 1998                                      | 6 مارس 2003                                       | 4 سنوات و347 أيام                                 | 9 (1998)                                          | حزب بهاراتيا جاناتا                               |                                                   |
| (4)                                               |                                                   | Virbhadra Singh                                   | Rohru                                             | 6 مارس 2003                                       | 30 ديسمبر 2007                                    | 4 سنوات و299 أيام                                 | 10 (2003)                                         | المؤتمر الوطني الهندي                             |                                                   |
| (5)                                               |                                                   | Prem Kumar Dhumal                                 | Bamsan                                            | 30 ديسمبر 2007                                    | 25 ديسمبر 2012                                    | 4 سنوات و361 أيام                                 | 11 (2007)                                         | حزب بهاراتيا جاناتا                               |                                                   |
| (4)                                               |                                                   | Virbhadra Singh                                   | Shimla Rural                                      | 25 ديسمبر 2012                                    | 27 ديسمبر 2017                                    | 5 سنوات و2 أيام                                   | 12 (2012)                                         | المؤتمر الوطني الهندي                             |                                                   |
| 6                                                 |                                                   | Jai Ram Thakur                                    | Seraj                                             | 27 ديسمبر 2017                                    | 11 ديسمبر 2022                                    | 4 سنوات و349 أيام                                 | 13 (2017)                                         | حزب بهاراتيا جاناتا                               |                                                   |
| 7                                                 |                                                   | Sukhvinder Singh Sukhu                            | Nadaun                                            | 11 ديسمبر 2022                                    | في المنصب                                         | 2 سنوات و130 أيام                                 | 14 (2022)                                         | المؤتمر الوطني الهندي                             |                                                   |

## الملاحظات
1. 1 2  A number inside brackets indicates that the incumbent has previously held office.
2. ↑  This column only names the chief minister's party. The state government he headed may have been a complex coalition of several parties and independents; these are not listed here.
3. ↑  This column only names the chief minister's party. The state government he headed may have been a complex coalition of several parties and independents; these are not listed here.
4. 1 2  الحكم الرئاسي  [لغات أخرى]‏ may be imposed when the "government in a state is not able to function as per the Constitution", which often happens because no party or coalition has a majority in the assembly. When President's rule is in force in a state, its council of ministers stands dissolved. The office of chief minister thus lies vacant, and the administration is taken over by the governor, who functions on behalf of the central government. At times, the legislative assembly also stands dissolved.[6]

## روابط خارجية
- Government of Himachal Pradesh, website
- Present Chief Minister of Himachal Pradesh, webpage